# Hoplitis ochruros
Hoplitis ochruros är en biart som först beskrevs av Warncke 1991.  Hoplitis ochruros ingår i släktet gnagbin, och familjen buksamlarbin.

## Underarter
Arten delas in i följande underarter:
- H. o. crecca
- H. o. ochruros